# Anomala repressa
Anomala repressa är en skalbaggsart som beskrevs av Ohaus 1908. Anomala repressa ingår i släktet Anomala och familjen Rutelidae. Inga underarter finns listade i Catalogue of Life.